# Echinapoderus enoplus
Echinapoderus enoplus là một loài bọ cánh cứng trong họ Attelabidae. Loài này được Brancsik miêu tả khoa học năm 1893.